# Pimelea pauciflora
Pimelea pauciflora är en tibastväxtart som beskrevs av Robert Brown. Pimelea pauciflora ingår i släktet Pimelea och familjen tibastväxter. Inga underarter finns listade i Catalogue of Life.